# Joaquin M. Elizalde

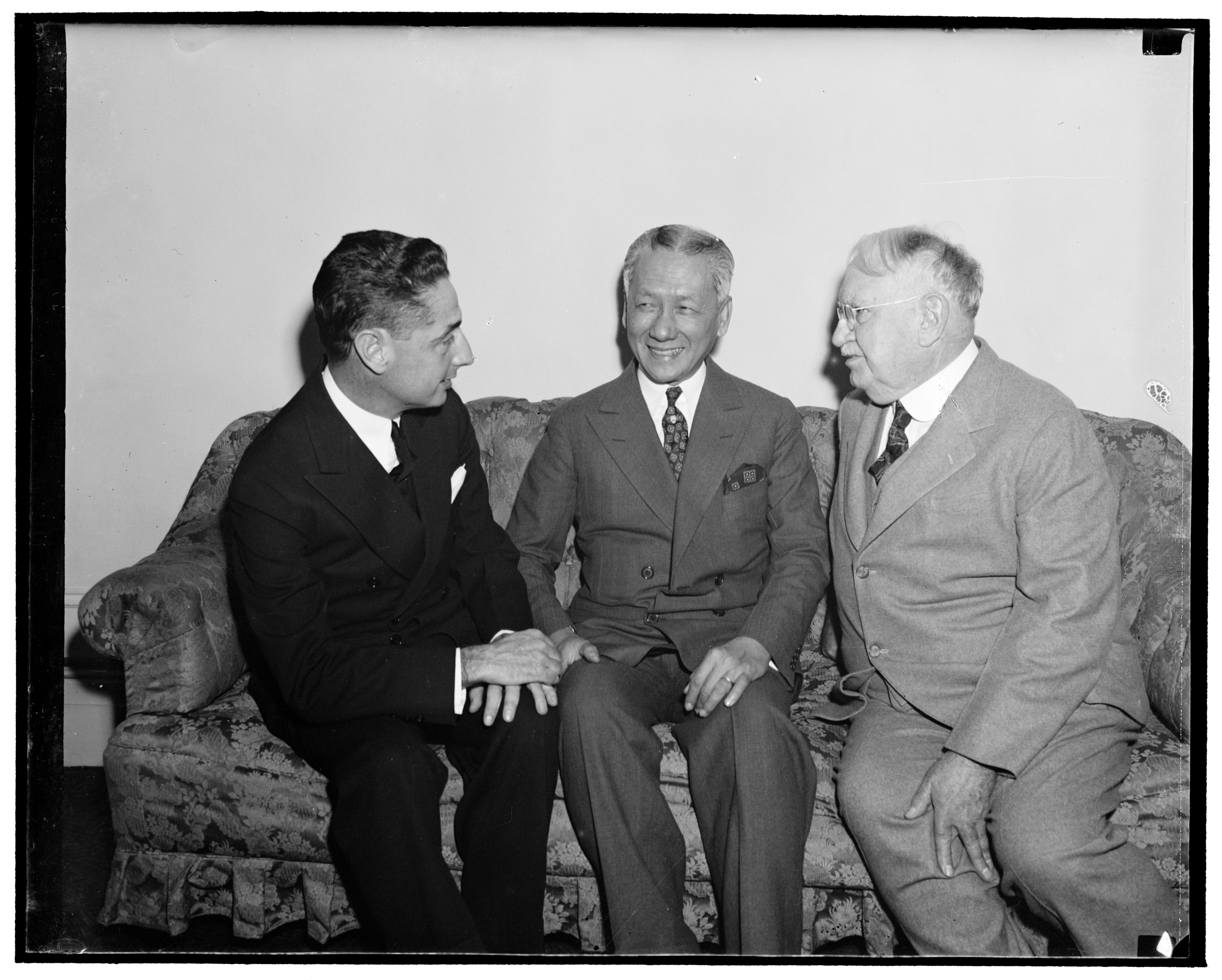
Elizalde (links) met Sergio Osmeña (midden) en de Amerikaan John William Haussermann

Joaquin Miguel "Mike" Elizalde (Manilla, 2 augustus 1896  - Washington D.C., 9 februari 1965) was een Filipijns zakenman en politicus.

## Biografie
Joaquin Elizalde werd geboren op 2 augustus 1896 in de Filipijnse hoofdstad Manilla. Hij was een zoon van Don Joaquin J. Elizalde en Carmen Dias Moreau. Hij volgde onderwijs in Spanje en studeerde aan St. Joseph College in Londen en het Dr. Schmidt's Institute in het Zwitserse St. Gallen. Ook diende hij een jaar in het Spaanse leger. Na zijn studie was hij succesvol in zaken. Hij had belangen in de suikerindustrie, scheepvaart, mijnbouwindustrie en het verzekeringswezen. Hij was onder andere eigenaar het door zijn vader opgerichte Elizalde & Co. Inc., het latere Tanduay Distillers, Inc.. Als een van de belangrijke Filipijnse zakenmannen van zijn tijd was hij adviseur en financier van president Manuel Quezon in de beginperiode van het Gemenebest van de Filipijnen. Rond 1933 nam hij officieel de Filipijnse nationaliteit aan om zijn zakelijke belangen veilig te stellen.
Van 1937 tot 1941 was hij een van de leden van het National Economic Council. In 1938 werd hij tevens benoemd tot resident commissioner in het Amerikaanse Huis van Afgevaardigden in Washington D.C. als opvolger van Quintin Paredes. Deze functie bekleedde hij tot 1944. In 1941 vluchtte e president Quezon naar de Verenigde Staten, toen de Filipijnen overlopen werden door de Japanners. Elizalde werd daarop benoemd in Quezon's kabinet in ballingschap. 
Toen de Filipijnen in 1946 hun onafhankelijkheid verkregen werd Elizalde benoemd tot eerste Filipijnse ambassadeur in de Verenigde Staten, een functie die hij bekleedde tot 1952. Tevens was hij van 1948 tot 1950 lid van de Board of Governors van het Internationaal Monetair Fonds. Daarnaast was hij van 1948 tot 1950 en van 1952 tot 1953 Minister van Buitenlandse Zaken in het kabinet van president Elpidio Quirino. Van 1956 tot 1965 was bij economisch adviseur voor de Filipijnse missie bij de Verenigde Naties.
Elizalde overleed op in 1965 op 68-jarige leeftijd in Washington D.C.. Hij werd begraven op St. Joseph’s Cemetery in Carrollton Manor, Maryland. Elizalde was getrouwd met Elena von Kauffman. Een van zijn broers was Manuel "Manolo" Elizalde.